# شلگلوو
شلگلوو (به چکی: Šléglov) یک منطقهٔ مسکونی در جمهوری چک است که در ناحیه شومپرک واقع شده‌است. شلگلوو ۷٫۱۷ کیلومتر مربع مساحت دارد ۶۶۱ متر بالاتر از سطح دریا واقع شده‌است.